# 岡本太郎現代芸術賞
岡本太郎現代芸術賞は、岡本太郎の遺志を継ぎ、「時代を創造する者は誰か」を問うための賞。
旧来の慣習や規範にとらわれず、自由な視点と発想で創作活動を行う作家の活動を支援し、優れた業績を顕彰する目的で岡本太郎没後すぐに岡本太郎記念現代芸術大賞（2006年 岡本太郎現代芸術賞に改称）、通称「TARO賞」が創設された。財団法人岡本太郎記念現代芸術振興財団 ・ 川崎市岡本太郎美術館が主催する。

## 概要
1997年より岡本太郎記念現代芸術大賞として始まり、平面、立体にとらわれず幅広い分野から応募可能、年齢、国籍も不問の公募展である。現在では主な日本の美術賞の一つとして定着している。
審査は応募用紙による第一次審査で入選者が決定される。入選者は第二次審査である岡本太郎現代芸術賞展に参加する事ができる。展覧会会期中に審査員により入選者の中から岡本太郎賞、岡本敏子賞、特別賞の入賞者が選ばれる。
岡本太郎賞の受賞者1名（1組）には200万円、岡本敏子賞の受賞者1名（1組）には100万円の賞金と岡本太郎記念館での作品展示の機会が与えられる。また、特別賞は複数名の受賞の可能性があり、総額50万円が与えられる。
岡本太郎現代芸術賞展は制作費、搬入出費用は自己負担である。したがって入賞者（岡本太郎賞、岡本敏子賞、特別賞）に選ばれなかった入選者は全て実費で展覧会に参加することになる為、若手芸術家の登竜門として位置づけられる事が多い。
近年では岡本太郎現代芸術賞展来館者による入選作品の人気投票も行い、上位の作家には記念品が贈呈される。

## 審査員
- 椹木野衣（美術評論家）
- 平野暁臣（空間メディアプロデューサー・岡本太郎記念館館長）
- 北條秀衛（川崎市岡本太郎美術館館長）
- 山下裕二（美術史家・明治学院大学教授）
- 和多利浩一（ワタリウム美術館キュレーター）

### 過去の審査員
- 坂根厳夫 （情報科学芸術大学院大学名誉学長）
- 村田慶之輔 （川崎市岡本太郎美術館前館長）

※上記掲載は、50音順

## 受賞者

### 第27回（2024年）
- 【岡本太郎賞】つん　作品名：『今日も「あなぐまち」で生きていく』
- 【岡本敏子賞】三角瞳　作品名：『This is a life. This is our life.』
- 【特別賞】池田武史　作品名：『Space X』／長雪恵　作品名：『きょうこのごろ』／小山恭史　作品名：『無明』／クレメンタイン・ナット　作品名：『POT PLANTS!』／月光社　作品名：『MUSAKARI』／小山久美子　作品名：『三月、常陸國にて鮟鱇を食ふ』／ZENG HUIRU　作品名：『BACK TO ME』／タツルハタヤマ　作品名：『小鳥のさえずりを聞くとき、遠くで銃声が鳴り響いた』／フロリアン・ガデン　作品名：『Anomalies poétiques／詩的異常』／村上力　作品名：『學校』[1]

### 第26回（2023年）
- 【岡本太郎賞】該当者なし
- 【岡本敏子賞】該当者なし
- 【特別賞】足立篤史　作品名：『OHKA』／澤井昌平　作品名：『風景｜Landscape』／関本幸治　作品名：『1980年のアイドルのノーバン始球式』／レモコ-レイコ　作品名：『君の待つところへ』[2]

### 第25回（2022年）
- 【岡本太郎賞】吉元れい花　作品名：『The thread is Eros, It's love!』
- 【岡本敏子賞】三塚新司　作品名：『Slapstick』
- 【特別賞】伊藤千史　作品名：『書店レジ前の平台』／硬軟＋stenographers　作品名：『速記美術のエレメント』／藤森哲　作品名：『往日後来図』／村上力　作品名：『異形の森』[3]

### 第24回（2021年）
- 【岡本太郎賞】大西茅布　作品名：『レクイコロス』
- 【岡本敏子賞】モリソン小林　作品名：『break on through』[4]
- 【特別賞】植竹雄二郎　作品名：『Self portrait』／牛尾篤　作品名：『大漁鯖ン魚』／小野環　作品名：『再編街』／唐仁原希　作品名：『虹のふもとには宝物があるの』／浮遊亭骨牌　作品名：『浮遊亭κοιλία』[5]

### 第23回（2020年）[6]
- 【岡本太郎賞】野々上聡人　作品名：『ラブレター』
- 【岡本敏子賞】根本裕子　作品名：『野良犬』
- 【特別賞】澤井昌平　作品名：『風景』／藤原千也　作品名：『太陽のふね』／森貴之　作品名：『View Tracing』

### 第22回（2019年）[7]
- 【岡本太郎賞】檜皮一彦　作品名：『hiwadorome: type ZERO spec3』
- 【岡本敏子賞】風間天心　作品名：『Funetasia』
- 【特別賞】國久真有　作品名：『BPM』／武内カズノリ　作品名：『こちふかば（ボッチ・川崎にて）』／田島大介　作品名：『無限之超大國』

### 第21回（2018年）
- 【岡本太郎賞】さいあくななちゃん　作品名：『芸術はロックンロールだ』
- 【岡本敏子賞】弓指寛治　作品名：『Oの慰霊』
- 【特別賞】市川ヂュン　作品名：『白い鐘』／冨安由真　作品名：『In-between』／ユゥキユキ　作品名：『ユキテラス大御神 天野岩戸伝説』

### 第20回（2017年）
- 【岡本太郎賞】山本直樹　作品名：『Miss Ile のみた風景』
- 【岡本敏子賞】井原宏蕗　作品名：『cycling』
- 【特別賞】あべゆか　作品名：『BE GOD.』／井上裕起　作品名：『salamander[F1]』／黒木重雄　作品名：『One day』

### 第19回（2016年）
応募485点
- 【岡本太郎賞】三宅感　作品名：『青空があるでしょう／Look Up at the Blue sky』[11]
- 【岡本敏子賞】折原智江　作品名：『ミス煎餅／Miss Rice Cracker』
- 【特別賞】笹岡由梨子

【入選者】 （50音順）
井田大介、岩村遠・鹿毛倫太郎・古賀睦、楷の会 林楷人、川久保ジョイ、 國本翼、関川耕嗣、TEAM WARERA、辻元百合子、坪井康宏、二藤建人、花沢忍、原田武、本郷芳哉、松下敦子、三角瞳、村上佳苗、村上慧、森本孝、横山奈美、六無

### 第18回（2015年）
応募672点
- 【岡本太郎賞】Yotta　作品名：『金時』[13]
- 【岡本敏子賞】久松知子　作品名：『レペゼン日本の美術』
- 【特別賞】江頭誠、藤村祥馬、佐野友紀、村井祐希

【入選者】（50音順）吾妻吟、足立篤史、石井明日香、石塚嘉宏、石山哲央、楷の会 林楷人、菊谷達史と四井雄大、Kyohei Sugiyama、金藤みなみ、構想計画所、澤井昌平、謝花翔陽、豊福亮、楢木野淑子、平林貴宏、牧田愛、的野真祐、三井淑香、森村誠、山崎広樹、湯川洋康・中安恵一

### 第17回（2014年）
応募780点
- 【岡本太郎賞】キュンチョメ　作品名：『まっかにながれる』[15]
- 【岡本敏子賞】サエボーグ　作品名：『Slaughterhouse-9』
- 【特別賞】アートホーリーメン、小松葉月、じゃぽにか、高本敦基

【入選者】（50音順）赤松音呂、栗真由美、小山真德、鈴木雄介、田中偉一郎×田中十郎、知花玲央、長尾恵那、中村亮一、萩谷但馬、廣田真夕、文谷有佳里、柵木愛子、吉田晋之介、吉田和夏

### 第16回（2013年）
応募739点
- 【岡本太郎賞】加藤智大　作品名：『鉄茶室徹亭』[16]
- 【岡本敏子賞】石山浩達　作品名：『Alien Vision : unlimited oil』
- 【特別賞】内山翔二郎、eje（エヘ）、桒原寿行、小松原智史、湯浅芽美

【入選者】（50音順）赤川芳之、井口雄介、池平徹兵、伊藤純代、伊奈章之、宇山聡範、太田侑子、狩野宏明、熊野海、國分郁子、白井忠俊、葉栗剛、宮﨑勇次郎、村上幸織、鷲尾圭介

### 第15回（2012年）
応募797点
- 【岡本太郎賞】関口光太郎　作品名：『感性ネジ』
- 【岡本敏子賞】千葉和成　作品名：『ダンテ「神曲」 千葉和成 現代解釈集「地獄篇1〜7圏」』
- 【特別賞】坂間真実、メガネ

【入選者】（50音順）石井誠、猪原隆広、AKI INOMATA、太田祐司、加藤大介、加納俊輔、北村章、佐藤隼、柴田英里、島本了多と山本貴大、高木智広、高柳明、竹川宣彰、武田海、CHIE、東北画は可能か？、丹羽由梨香、松山賢、安田葉、湯真藤子

### 第14回（2011年）
応募818点
- 【岡本太郎賞】オル太　作品名：『つちくれの祠』
- 【岡本敏子賞】望月俊孝　作品名：『うつつみ』
- 【特別賞】北野 謙、照沼敦朗、山本麻璃絵

【入選者】金子良/のびアニキ、熊澤未来子、加藤正臣、布川泰典、松延総司、おおば英ゆき、坂本夏海、池田典子、上田尚宏、藤堂安規、二藤建人、大森隆義、鎌田あや、島本了多、高嶋英男、秋永邦洋、大垣美穂子、高野浩子、コフネコトモ子、チームやめよう

### 第13回（2010年）
応募758点
- 【岡本太郎賞】三家俊彦　作品名：『The indignant』[20]
- 【岡本敏子賞】辻牧子　作品名：『日常の柔らかな化石』
- 【特別賞】ながさわ たかひろ、長谷川学

【入選者】（50音順）淺野健一、入江早耶、梅田哲也、蔭山忠臣、加藤翼、鎌倉明弘、木村リン太郎、クニト、サガキケイタ、島本了多、須賀悠介、高橋和臣、高橋良、田辺朋宣、Natsu、原田賢幸、東方悠平、矢津吉隆

### 第12回（2009年）
応募611点
- 【岡本太郎賞】若木くるみ　作品名：『面』[22][23]
- 【岡本敏子賞】長 雪恵　作品名：『こどものころ』
- 【特別賞】山上 渡、タムラサトル 、花岡伸宏、 佐藤雅晴

【入選者】飯田竜太、柴田英里、長谷川義朗、淀川テクニック、ALIMO、井口雄介、 小田原のどか、古池潤也、田中麻記子、森 靖、笹倉洋平、島本了多・エースナガシマ、 宮崎直孝

### 第11回（2008年）
応募678点
- 【岡本太郎賞】KOSUGE1-16　作品名：『サイクロドロームゲームDX』[25][26]
- 【岡本敏子賞】上田順平　作品名：『パチモンガタリ（キンタウルス、イッスンーサム、 ピーチ太郎、アカオニクラウスの首、アカオニクラウスの靴）』
- 【特別賞】ALIMO 、金子 良/のびアニキ、ヤマガミ ユキヒロ

【入選者】（50音順）青木美歌、イノウエみゆき、ENERGY CENTER、勝 正光、国谷隆志、齊藤寛之、塩津淳司、四宮金一、随行奏子、鈴木基真、竹内尚子、田中英行、谷口顕一郎、中村宏太、Palla / 河原和彦、耀樹孝鷺鶯、吉谷慶太、吉田翔

### 第10回（2007年）
応募614点
- 【岡本太郎賞】大西 康明　作品名：『restriction sight』[28][29]
- 【岡本敏子賞】菱刈 俊作　作品名：『スペシャルグリッド&アザーストーリーズ』
- 【特別賞】角 文平×田中 雄一郎

【入選者】（50音順）Antenna、池田学、伊東宣明 、笠木絵津子、狩野哲郎 、澤田サンダー×増山麗奈、竹内翔、戸泉恵徳、平山好哉、松本真由子、村田恒、矢部ひろすけ、山口理一

### 第9回（2006年）
応募518点
- 【大賞】 該当者なし
- 【準大賞】梅津庸一　作品名：『銀色の僕』[31][32]
- 【優秀賞】風間サチコ　作品名：『風雲13号地』
- 【特別賞】アサノカオリ 、角 文平×田中 雄一郎、まつなが あきこ

【入選者】（50音順）石田泰道、石原次郎、市川健治、大竹利絵子、賀川剣史、風間真悟、岸本京子∞関口海音、君島彩子、鮫島大輔、出店久夫、長谷川ちか子、東野哲史、深井聡一郎、深堀隆介、前田紗野花、和田彰

### 第8回（2005年）
応募533点
- 【大賞】 該当者なし
- 【準大賞】藤井健仁　作品名：『彫刻刑 鉄面皮プラス』[34]
- 【優秀賞】さかもとゆり　作品名：『にくにくトントン』
  - 山本竜基　作品名：『個人内戦争 1、2』
- 【特別賞】棚田康司 、斎藤公平

【入選者】（50音順）今井綾子、岩本愛子、大西伸明、小俣英彦、嶋田洋平、鈴木貴博、高山真理、タムラサトル、知花玲央、平間さゆり、平町 公、松村泰三、もりのしんじ、屋代敏博、矢部真知己、山本忠興、渡辺一杉

### 第7回（2004年）
応募519点
- 【大賞】 該当者なし
- 【準大賞】該当者なし
- 【優秀賞】小林洋子　作品名：『時積層』[36]
- 【特別賞】赤松ネロ、さとう凜香、原倫太郎、横井山泰

【入選者】（50音順）榎谷豪人、加藤万也、金子佳代、塩谷良太、竹内美紀子、中﨑透、中島靖貴、 長瀬公彦、初耳、藤井健仁、水谷一、48のネオン

### 第6回（2003年）
- 【大賞】 該当者なし[37]
- 【準大賞】該当者なし
- 【優秀賞】天明屋 尚　作品名：『ネオ千手観音』
  - えぐちりか　作品名：『ストレンジ・ライフ』
- 【特別賞】作間 敏宏、大橋 博、宇治野 宗輝、井上 亜梨沙、大巻 伸嗣、秋元 珠江

【入選者】内海聖史、小市亮二、高島大理、青木克世、久保田純代、小松美沙、小林エリカ、ハマダカオリ、さとうりさ

### 第5回（2002年）
- 【大賞】 該当者なし[38]
- 【準大賞】今井 紀彰　作品名：『On The Earth ぼくの故郷』
- 【優秀賞】ヒグマ 春夫　作品名：『DIFFERENCE』
- 【特別賞】池上 恵一、小原 由子

【入選者】糸崎公朗、猪鼻秀一、大西康明、尾上正樹、木村俊幸、坂口啓子、佐藤修一、ソガヒロシ、趙採沃、戸田守宣、白前晋、牡丹靖佳、村上章一

### 第4回（2001年）
- 【大賞】 該当者なし[39]
- 【準大賞】該当者なし
- 【優秀賞】開発 好明　作品名：『VANITY』
  - 山口 晃　作品名：『山愚痴諦抄・尻馬八艘飛乃段』
- 【特別賞】許田 敦子

【入選者】（50音順）荒木珠奈、池島弘、坂井存、笹井史恵、杉山健司、セツ・スズキ、田窪麻周、田島弘庸、中村真紀、西尾康之、日高伸治、水野亮、山本真紀、渡辺五大

### 第3回（2000年）
- 【大賞】 該当者なし[40]
- 【準大賞】N.キデヒト　作品名：『終わらないにらめっこの抜け殻』
  - 藤阪 新吾　作品名：『よいこの学習』
- 【優秀賞】該当者なし
- 【特別賞】SAR、菱刈 俊作

【入選者】（50音順）飯沢コウスケ、売野恭子、大岩オスカール幸男、河合晋平、佐藤誠一、佐藤寿子、田中真理子、藤井浩一郎、伏黒歩、ムラギしマナブ、元島佐織

### 第2回（1999年）
- 【大賞】 該当者なし
- 【準大賞】粟野 ユミト　作品名：『閾』
  - 小沢 剛　作品名：『ワンマングループショー』
- 【優秀賞】該当者なし
- 【特別賞】市川 健治、市川 平

【入選者】青山メイジ、阿部佳明、石井匠、小野博、軽部武宏、川上和歌子、佐藤久一、佐藤仁美、清水尚、田中清隆、豊島隆弘、中村桃子、長谷川双葉、服部俊弘、山谷あきら、山本忠興

### 第1回（1998年）
- 【大賞】 該当者なし[41]
- 【準大賞】金沢健一　作品名：『音のかけら』5
  - 中山 ダイスケ　作品名：『DELICATE

【入選者】（50音順）アラキヒロユキ、安里充広、井上尚子、キブシ、木村俊幸、高橋俊明、豊島隆弘、宮薗広幸

## 脚註
註釈
1. ↑  募集、1次審査の結果発表は前年度、展覧会は翌年の岡本太郎の誕生日2月26日に合わせ通年2月〜4月に行われるので第1回岡本太郎記念現代芸術大賞展の表記は1998年になっている。
2. ↑  川崎市岡本太郎美術館企画・運営
3. ↑  第9回以前の岡本太郎記念現代芸術大賞展では大賞200万円、準大賞150万円、優秀賞100万円、特別賞50万円の賞金が与えられた。※第1回〜9回まで大賞は該当者なし

出典
1. ↑  “第27回TARO賞は岡本太郎賞につん、敏子賞に三角瞳《This is a life. This is our life.》。10組が特別賞”. 美術手帖 (2024年2月16日). 2024年2月25日閲覧。
2. ↑  “太郎賞、敏子賞は該当者なし。第26回岡本太郎現代芸術賞（TARO賞）の入選作品が発表”. Tokyo Art Beat. 2023年11月7日閲覧。
3. ↑  “第25回TARO賞は吉元れい花に決定。史上初の刺繍作家”. 美術手帖. 2023年11月7日閲覧。
4. ↑  “第24回TARO賞は大西茅布に決定。高校3年生、史上最年少受賞”. 美術手帖. 2023年11月7日閲覧。
5. ↑  “岡本太郎美術館”. 岡本太郎美術館. 2023年11月7日閲覧。
6. ↑  “第23回TARO賞は野々上聡人に決定。敏子賞は根本裕子”. 美術手帖. 2023年11月7日閲覧。
7. ↑  “第22回TARO賞は檜皮一彦に決定。敏子賞は風間天心”. 美術手帖. 2023年11月7日閲覧。
8. ↑  “第21回TARO賞は、さいあくななちゃんに決定。敏子賞は弓指寛治”.  美術手帖 (2018年2月15日). 2018年10月21日閲覧。
9. ↑  “岡本太郎現代芸術賞・過去の受賞者一覧”.  岡本太郎 (2017年). 2018年10月21日閲覧。
10. ↑  “【お知らせ】第19回岡本太郎現代芸術賞入選者が決定いたしました。”.  岡本太郎記念館 (2015年). 2015年12月8日閲覧。
11. ↑   “三宅感が最高賞受賞”.   毎日新聞 (2016年2月10日). 2016年2月9日閲覧。
12. ↑  “第18回岡本太郎現代芸術賞発表！”.   Tokyo Art Beat (2015年2月9日). 2015年12月8日閲覧。
13. ↑   “【受賞】第18回岡本太郎現代芸術賞決まる TARO賞にYotta《金時》”.   Art Annual online (2015年2月2日). 2015年12月8日閲覧。
14. ↑  “第17回 岡本太郎現代芸術賞（TARO賞）”.   登竜門 (2014年). 2015年12月8日閲覧。
15. ↑   “第17回岡本太郎賞決定！ 受賞作家・キュンチョメから受賞後初コメント”.   Tokyo Art Beat (2014年2月13日). 2015年12月8日閲覧。
16. ↑  “【受賞】 第16回岡本太郎現代芸術賞（TARO賞）、受賞者決まる―岡本太郎賞に加藤智大さん”.   Art Annual online (2013年1月20日). 2015年12月8日閲覧。
17. ↑  “artscapeレビュー 第15回岡本太郎現代芸術賞展”.   artscape (2012年3月16日). 2015年12月8日閲覧。
18. ↑  “企画展「第14回 岡本太郎現代芸術賞（TARO 賞）」展” (PDF).  川崎市岡本太郎美術館 (2011年). 2015年12月8日閲覧。
19. ↑  “企画展「第13回 岡本太郎現代芸術賞（TARO 賞）」展” (PDF).  川崎市岡本太郎美術館 (2010年). 2015年12月8日閲覧。
20. ↑   “第13回岡本太郎現代芸術賞 決まる”.   ART iT (2010年2月10日). 2015年12月8日閲覧。
21. ↑  “「第12回 岡本太郎現代芸術賞（TARO 賞）」展” (PDF).  川崎市岡本太郎美術館 (2009年). 2015年12月8日閲覧。
22. ↑   “artscapeレビュー 第12回岡本太郎現代芸術賞展”.   artscape (2009年3月29日). 2015年12月8日閲覧。
23. ↑   “artscapeレビュー 第12回岡本太郎現代芸術賞（TARO賞）展”.   artscape (2009年3月11日). 2015年12月8日閲覧。
24. ↑  “「第11回岡本太郎現代芸術賞（TARO 賞）」展” (PDF).  川崎市岡本太郎美術館 (2008年). 2015年12月8日閲覧。
25. ↑   “注目の作品がずらり 岡本太郎現代芸術賞”.  All About (2008年3月5日). 2015年12月8日閲覧。
26. ↑   “第11回岡本太郎現代芸術賞”.   GA-DEN-IN-SUI-SYA (2008年2月26日). 2015年12月8日閲覧。
27. ↑  “「第10回岡本太郎現代芸術賞（TARO賞）展」”.   ミュージアムカフェ (2007年). 2015年12月8日閲覧。
28. ↑   “「第10回岡本太郎現代芸術賞（TARO賞）展」”.   インターネットミュージアム (2007年). 2015年12月8日閲覧。
29. ↑   “第10回岡本太郎現代芸術賞”.   GA-DEN-IN-SUI-SYA (2007年3月7日). 2015年12月8日閲覧。
30. ↑  “第9回岡本太郎記念現代芸術大賞展” (PDF).  川崎市岡本太郎美術館 (2006年). 2015年12月8日閲覧。
31. ↑   “第9回 岡本太郎記念現代芸術大賞 TARO賞”.   登竜門 (2006年3月). 2015年12月8日閲覧。
32. ↑   “第9回岡本太郎記念現代芸術大賞展”.   GA-DEN-IN-SUI-SYA (2006年2月26日). 2015年12月8日閲覧。
33. ↑  “第8回岡本太郎記念現代芸術大賞展” (PDF).  川崎市岡本太郎美術館 (2005年). 2015年12月8日閲覧。
34. ↑   “第8回岡本太郎記念現代芸術大賞展”.   GA-DEN-IN-SUI-SYA (2005年). 2015年12月8日閲覧。
35. ↑  “第7回岡本太郎記念現代芸術大賞 展” (PDF).  川崎市岡本太郎美術館 (2004年). 2015年12月8日閲覧。
36. ↑   “第7回岡本太郎記念現代芸術大賞展”.   GA-DEN-IN-SUI-SYA (2004年). 2015年12月8日閲覧。
37. ↑  “「第6回 岡本太郎記念現代芸術大賞」 展”.   インターネットミュージアム (2003年). 2015年12月8日閲覧。
38. ↑  川崎市岡本太郎美術館 編『太郎賞 : 第5回岡本太郎記念現代芸術大賞展 第5回』川崎市岡本太郎美術館、2002年。
39. ↑  “「第4回 岡本太郎記念 現代芸術大賞」展”.   ミュージアムカフェ (2001年). 2015年12月8日閲覧。
40. ↑  “第3回岡本太郎記念現代芸術大賞受賞者決定”.  東京文化財研究所 (2000年2月). 2015年12月8日閲覧。
41. ↑  “岡本太郎記念現代芸術大賞展”.  ワタリウム美術館. 2015年12月8日閲覧。